# Telmatactis allantoides
Telmatactis allantoides är en havsanemonart som först beskrevs av Bourne 1918.  Telmatactis allantoides ingår i släktet Telmatactis och familjen Isophelliidae. Inga underarter finns listade i Catalogue of Life.